# صلاح التعمري
أسعد سليمان حسن عبد القادر واسمه الحركي صلاح التعمري، (أبو الحسن؛ 27 أكتوبر 1942 - 23 أبريل 2022) سياسي وعسكري فلسطيني برتبة لواء، وقيادي في حركة فتح.

## حياته
كان التعمري عضوًا في المجلس الثوري لحركة فتح بين عامي 1988 و2009. كما كان عضوًا في المجلس التشريعي الفلسطيني الأول بين عامي 1996 و2006 عن محافظة بيت لحم حيث حصل على 17,774 صوت.
عُين في 5 يونيو 2002، رئيسًا للهيئة الوطنية لمقاومة الاستيطان وهو أول رئيس لها.
شغل منصب وزير وزارة الشباب والرياضة في حكومة أحمد قريع الثانية بين 12 نوفمبر 2003 و24 فبراير 2005.
كان محافظًا سابقًا لمحافظة بيت لحم بين عامي 2005 و2009، ومستشارًا للرئيس الفلسطيني محمود عباس لشؤون الاستيطان والجدار.

## وفاته
أُعلن عن وفاته مساء يوم السبت 23 أبريل 2022 ميلاديًا الموافق 22 رمضان 1443 هجريًا في بيت لحم حيث نعاه الرئيس الفلسطيني.
شُيع جثمانه في 24 أبريل 2022 من مستشفى بيت جالا الحكومي، ودُفن في مقبرة بلدته زعترة جنوب شرق مدينة بيت لحم.